# Cappella di San Bartolomeo (Cogorno)
La cappella di San Bartolomeo è un luogo di culto cattolico situato nel comune di Cogorno, in via Dino Berisso, nella città metropolitana di Genova.

## Storia e descrizione

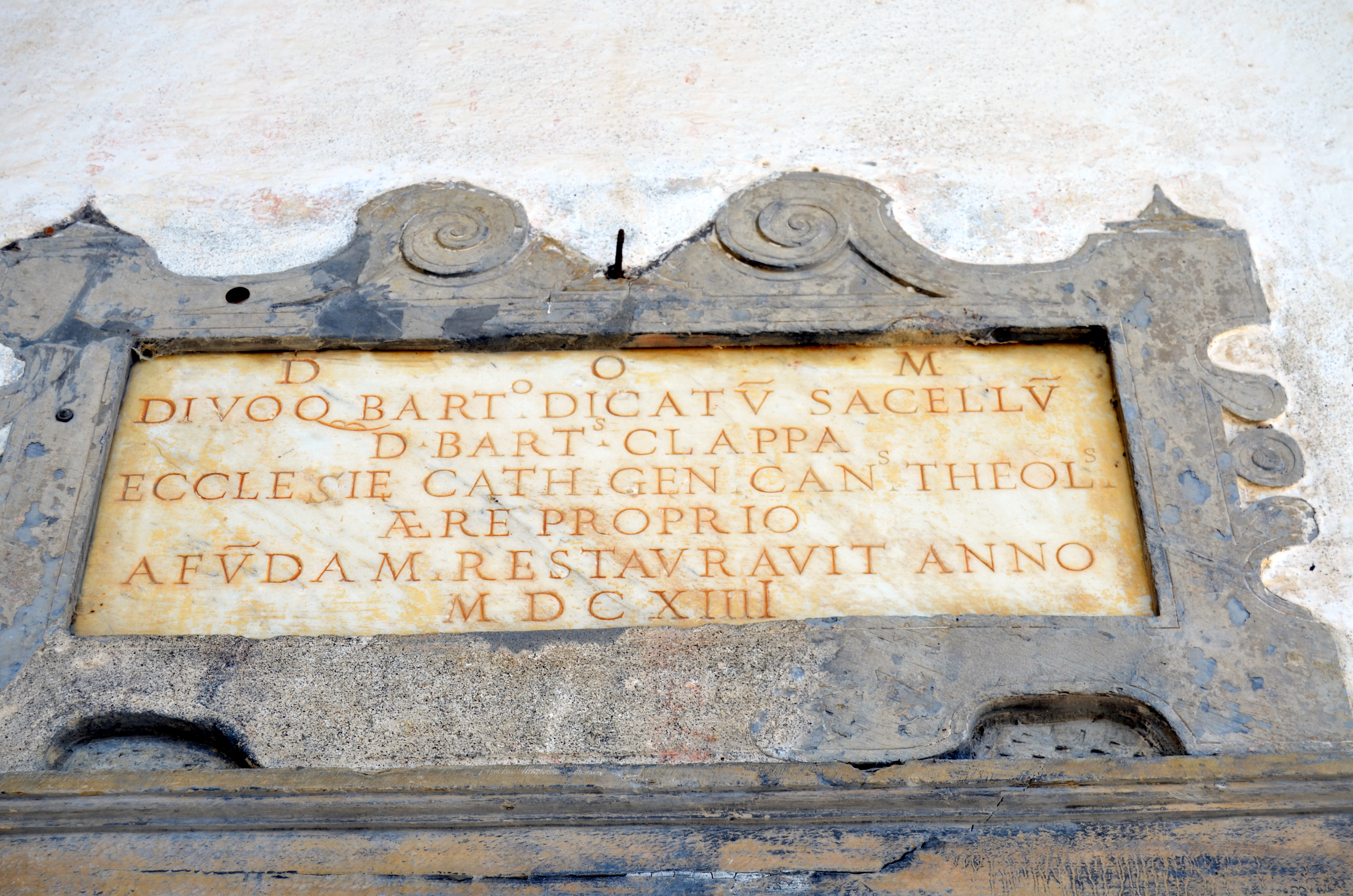
Targa presso il complesso

Secondo le fonti storiche la sua esistenza è documentata fin dalla metà del XVI secolo, anche se la struttura fu completamente ampliata e ristrutturata nel corso del XVII secolo. Esternamente si presenta con un portico e due piccoli campanili a vela.
Il suo interno, di forma quadrata, con volta a botte, presenta diversi cicli di affreschi ritraenti san Michele Arcangelo, Nostra Signora Assunta e un santo vescovo. Nella zona absidale è presente l'unico altare barocco con paliotto a vasca sagomata e con rilievi in marmo bianco scolpiti su fondo rosso.
Altri sei dipinti sono visibili lungo le pareti laterali quali le raffigurazioni - sulla destra - di san Carlo Borromeo, l'angelo Raffaele e di un giovane Tobia; a sinistra sant'Apollonia, una figura orante e santa Lucia.